# Бербель Брошат
Бербель Брошат (нім. Bärbel Broschat; дошлюбне прізвище — Клепп (нім. Klepp); нар. 2 листопада 1957) — німецька легкоатлетка, яка спеціалізувалася на бігу з бар'єрами.
На міжнародних змаганнях представляла Східну Німеччину.

## Спортивні досягнення
Перша в історії чемпіонка світу з бігу на 400 метрів з бар'єрами (1980).
Переможниця змагань з бігу на 400 метрів з бар'єрами на Кубку світу (1979).
Чемпіонка Cхідної Німеччини з бігу на 400 метрів з бар'єрами (1979).